# Universidad Nacional José María Arguedas
La Universidad Nacional José María Arguedas  (sigla: UNAJMA) es una universidad pública ubicada en la ciudad de Andahuaylas, Perú. Fue fundada el 1 de noviembre de 2004 por iniciativa del Estado de la República del Perú. Su campus principal se localiza en la ciudad de Andahuaylas. La UNAJMA está organizada en 2 facultades que abarcan 6 especialidades.
El 2 de octubre de 2017, la Superintendencia Nacional de Educación Superior Universitaria (Sunedu) otorgó la licencia institucional.

## Facultades
Cuenta con 7 grado académico.
- Facultad de Ingeniería
  - Ingeniería de Sistemas
  - Ingeniería Agroindustrial
  - Ingeniería Ambiental
  - Ingeniería Civil
- Facultad de Ciencias de la Empresa
  - Educación primaria Intercultural
  - Administración de Empresas
  - Contabilidad

## Sede, servicio e infraestructura
La universidad tiene su sede principal en la ciudad de Andahuaylas. Cuenta con 2 locales, 20 laboratorios, 1 taller y 19 ambientes para docentes. Asimismo, tiene servicio de tópico de salud, disciplinas deportivas, locales con servicios culturales y oficina de servicio y apoyo social.

## Comunidad
La comunidad universitaria está conformada por 1285 estudiantes y 69 docentes (22 son grado académico de bachiller, 40 con maestro y 7 con doctor).

## Investigación
Cuenta con 29 líneas de investigación relacionadas con su oferta académica.

## Rankings académicos
En los últimos años se ha generalizado el uso de rankings universitarios internacionales para evaluar el desempeño de las universidades a nivel nacional y mundial; siendo estos rankings clasificaciones académicas que ubican a las instituciones de acuerdo a una metodología científica de tipo bibliométrica que incluye criterios objetivos medibles y reproducibles, tomando en cuenta por ejemplo: la reputación académica, la reputación de empleabilidad para los egresantes, la citas de investigación a sus repositorios y su impacto en la web. Del total de 92 universidades licenciadas en el Perú, la Universidad Nacional José María Arguedas se ha ubicado regularmente dentro del tercio inferior a nivel nacional en determinados rankings universitarios internacionales.